# Greatest Hits Live (álbum de Hall & Oates)
Greatest Hits Live es un álbum en vivo del dúo norteamericano Hall & Oates, fue lanzado el 2001 y cuenta con 11 canciones grabadas durante el tour del álbum "Private Eyes" en 1982.
El álbum fue grabado durante la subida al éxito del dúo por lo que a pesar de que el título del álbum diga que solo hay grandes éxitos, canciones como "Maneater" (#1 en Estados Unidos y el éxito más grande de su carrera) o "Say It Isn't So" (#1 en las discotecas estadounidenses) no están incluidas en el álbum. Stephen Thomas Erlewine, de la página de música Allmusic, crítico el álbum por lo anteriormente mencionado y le dio 3 estrellas de cinco.

## Lista de canciones
1. "How Does It Feel To Be Back"
2. "Diddy Doo Wop (I Hear the Voices)"
3. "Mano a Mano "
4. "She's Gone"
5. "Kiss on My List"
6. "I Can't Go for That (No Can Do)"
7. "Wait for Me"
8. "Private Eyes"
9. "You've Lost That Lovin' Feelin'"
10. "You Make My Dreams"
11. "United State"

## Créditos
- Productores: Daryl Hall, John Oates

- Compilación: Paul Williams y Jeremy Holiday para House of Hist Productions. Ltd

- Mastererizado: Bill Lacey, en Digital Sound & Picture, Nueva York

- Transferencias digitales: Mike Hartry

- Director del proyecto: Victoria Sarro

- Fotografía: Sam Emerson

- Dirección y diseño artístico: JAJ Associates